# أولجا ميريديز
أولجا ميريديز (بالإنجليزية: Olga Merediz) هي ممثلة أمريكية وكوبا، ولدت في 15 فبراير 1956 في كوبا. من الجوائز التي نالتها Drama Desk Award ‏.

## أعمال

### أفلام
- (1988) ميلاجرو
- (1996) إيفيتا[5][6][7]
- (1996) غرفة مارفن[8]
- (2000) مرثية حلم[9]
- (2006) دليل لإدراك قديسيك
- (2010) تذكرني[10][11][12]
- (2012) المكان خلف أشجار الصنوبر[13]
- (2012) من أجل المال[14]
- (2014) أفضل خمسة[15]
- (2014) الرجل الأكثر غضبا في بروكلين[16]

### مسلسلات
- قانون ونظام[17]

## جوائز
- Drama Desk Award [الإنجليزية]‏

## وصلات خارجية
- أولجا ميريديز على موقع IMDb (الإنجليزية)
- أولجا ميريديز على موقع ألو سيني (الفرنسية)
- أولجا ميريديز على موقع ميوزك برينز (الإنجليزية)
- أولجا ميريديز على موقع أول موفي (الإنجليزية)
- أولجا ميريديز على موقع قاعدة بيانات برودواي على الإنترنت (الإنجليزية)
- أولجا ميريديز على موقع قاعدة بيانات الأفلام السويدية (السويدية)
- أولجا ميريديز على موقع أول ميوزيك (الإنجليزية)
- أولجا ميريديز على موقع ديسكوغز (الإنجليزية)
- أولجا ميريديز على موقع قاعدة بيانات الفيلم (الإنجليزية)
- أولجا ميريديز على موقع كينوبويسك (الروسية)